# Diplomatie (livre)
Pour les articles homonymes, voir Diplomatie (homonymie).
Diplomatie (titre original : Diplomacy) est un livre du spécialiste des relations internationales et ancien Secrétaire d'État américain Henry Kissinger. Paru en anglais en 1994, l'ouvrage analyse certains moments de l'histoire diplomatique occidentale, et se concentre surtout sur le XXe siècle. Il accorde une place particulièrement importante aux grands responsables politiques et à leur vision du monde. Défenseur de la théorie réaliste en relations internationales, Kissinger s'appuie sur les concepts de raison d'État et de Realpolitik. Diplomatie est un ouvrage de synthèse influent, bien que son exactitude historique ait été contestée.
Kissinger fait rarement référence à lui-même, bien qu'il ait occupé d'importantes fonctions officielles sous les présidences de Richard Nixon et Gerald Ford.
L'ouvrage est dédié aux hommes et aux femmes du Foreign Service des États-Unis.

## Chapitres
1. Le nouvel ordre international
2. La charnière : Theodore Roosevelt ou Woodrow Wilson
3. De l'universalité à l'équilibre : Richelieu, Guillaume d'Orange et Pitt
4. Le Concert européen : la Grande-Bretagne, l'Autriche et la Russie
5. Deux révolutionnaires: Napoléon III et Bismarck
6. La Realpolitik se retourne contre elle-même
7. Une machine de destruction politique : la diplomatie européenne avant la Première Guerre mondiale
8. Dans le tourbillon : la machine de destruction militaire
9. Le nouveau visage de la diplomatie : Wilson et le traité de Versailles
10. Le dilemme des vainqueurs
11. Stresemann et la réémergence des vaincus
12. La fin de l'illusion : Hitler et la destruction de Versailles
13. Staline pousse les enchères
14. Le Pacte germano-soviétique
15. L'Amérique à nouveau dans l'arène : Franklin Delano Roosevelt
16. Trois approches de la paix : Roosevelt, Staline et Churchill dans la Seconde Guerre mondiale
17. Le début de la guerre froide
18. Les succès et les revers de l'endiguement
19. Le dilemme de l'endiguement : la guerre de Corée
20. Négocier avec les communistes : Adenauer, Churchill et Eisenhower
21. L'endiguement contourné : la crise de Suez
22. La Hongrie : un soulèvement dans l'Empire
23. L'ultimatum de Krouchtchev : la crise de Berlin, 1958-1963
24. L'unité occidentale : Macmillan, de Gaulle, Eisenhower et Kennedy
25. Le Viêt-nam : l'entrée dans le bourbier. Truman et Eisenhower
26. Le Viêt-nam : en désespoir de cause. Kennedy et Johnson
27. Le Viêt-nam : le désengagement. Nixon
28. La politique étrangère comme géopolitique : la diplomatie triangulaire de Nixon
29. La détente et ses déconvenues
30. La fin de la guerre froide : Reagan et Gorbatchev
31. Le nouvel ordre mondial reconsidéré